# Memleben
Memleben is een ortsteil van de Duitse gemeente Kaiserpfalz in de deelstaat Saksen-Anhalt. Memleben was tot 1 juli 2009 een zelfstandige gemeente in de Burgenlandkreis. Memleben was ooit een belangrijke stad, waarvan de kloosterruïne met crypte nog altijd getuigt.